# Авуа, Патрик
Патрик Авуа (англ. Patrick Awuah Jr., род, в 1965 году) — ганский инженер, педагог и предприниматель. В 2002 году Авуа основал Университет Ашеси, частное некоммерческое учреждение в Гане, лауреат ряда наград, включая Премию мира Сонхак 2025 года.

## Биография
Авуа вырос в Аккре, Гана, учился в школе Ачимота.
Он переехал в США в 1985 году, где поступил в Суортмор-колледж с полной стипендией. Авуа получил степень бакалавра инженерных наук и экономики в 1989 году. После окончания учебы Авуа работал инженером-программистом и менеджером программ в Microsoft с 1989 по 1997 год. В Microsoft он познакомился со своей будущей женой Ребеккой, инженером по тестированию программного обеспечения.
В 1997 году Авуа покинул Microsoft и вернулся в Гану. Он поступил в Школу бизнеса Хааса при Калифорнийском университете в Беркли, сосредоточив свою работу на подготовке бизнес-плана для Ashesi. Авуа, Нина Марини и другие аспиранты из Беркли отправились в Гану, чтобы провести исследование возможности открытия там частного университета. В 1999 году Авуа получил степень магистра делового администрирования. В том же году он вернулся в Гану с семьей и основал частный университет Ashesi, где продолжает занимать пост президента.

## Достижения и награды
В 2007 году президент Ганы Джон Куфуор вручил Авуа Орден Вольты в знак признания его вклада в высшее образование в Гане. В 2009 году Авуа получил премию Джона Макналти. В 2010 году журнал Fast Company присудил Авуа 87-е место в списке самых креативных бизнесменов. В 2014 году он получил Международную премию Элизы и Уолтера Хаас за выдающиеся заслуги перед страной. В том же году он был назван лучшим социальным предпринимателем Фондом социального предпринимательства Шваба. В 2015 году Авуа был включен журналом Fortune в список 50 величайших лидеров мира под номером 40 и был удостоен стипендии Макартура.  В 2017 году Авуа был удостоен премии Всемирного саммита инноваций в сфере образования в области образования.
В 2025 году за особый вклад в развитие образования в Африке Авуа стал лауреатом Премии мира Сонхак.